# Canossa
Canossa is een gemeente in de Italiaanse provincie Reggio Emilia (regio Emilia-Romagna) en telt 3.525 inwoners (31 december 2004). De oppervlakte bedraagt 53,3 km², de bevolkingsdichtheid is 64 inwoners per km².
De volgende frazioni maken deel uit van de gemeente: Albareto, Borzano Chiesa, Borzano di Sopra, Borzano di Sotto, Braglie, Casalino, Cavandola, Ceredolo de' Coppi Nuovo, Ceredolo dei Coppi, Cerezzola, Ciano d'Enza, Compiano, Crognolo, Currada, Dirotte, Fornace, Gazzolo, Iagarone, Massalica, Monchio delle Olle e Trinità, Pietranera, Roncovetro, Rossena, Selva, Selvapiana, Solara, Vedriano en Verlano.

## Geschiedenis
Canossa was eeuwenlang het stamgebied van een regentendynastie met dezelfde naam, het Huis van Canossa. Het hoorde tot het markgraafschap van Toscane en bracht onder andere de machtige heersers Bonifatius en Mathilde van Toscane voort. Het gebied was strategisch belangrijk omdat de grote bergpassen van de Alpen op de route van de gebieden van de Franse koningen en Duitse keizers naar Rome en het Byzantijnse Rijk er lagen. De bestuurders van het gebied, de graven, moesten dus goed uitgerust zijn in militaire verdediging en oorlogvoering.
Volgens de overlevering deed in 1077 de Duitse keizer Hendrik IV drie dagen achtereen boete op zijn blote voeten in de sneeuw voor het Kasteel van Canossa (Castello di Canossa) om paus Gregorius VII ertoe te bewegen zijn excommunicatie op te heffen. Deze was het voorgaande jaar over de keizer uitgesproken naar aanleiding van de Investituurstrijd. Mathilde van Toscane had beide op haar kasteel uitgenodigd voor diplomatieke besprekingen. Aan deze actie wordt gerefereerd in de uitdrukking "naar Canossa gaan", die betekent "diep door het stof gaan om vergeving te vragen", "men moet op zijn stappen terugkeren".

## Demografie
Canossa telt ongeveer 1457 huishoudens. Het aantal inwoners steeg in de periode 1991-2001 met 1,4% volgens cijfers uit de tienjaarlijkse volkstellingen van ISTAT.
| Jaar | Inwoneraantal |
| ---- | ------------- |
| 1991 | 3329          |
| 2001 | 3377          |

## Geografie
Canossa grenst aan de volgende gemeenten: Casina, Castelnovo ne' Monti, Neviano degli Arduini (PR), San Polo d'Enza, Traversetolo (PR), Vetto en Vezzano sul Crostolo.

## Galerij

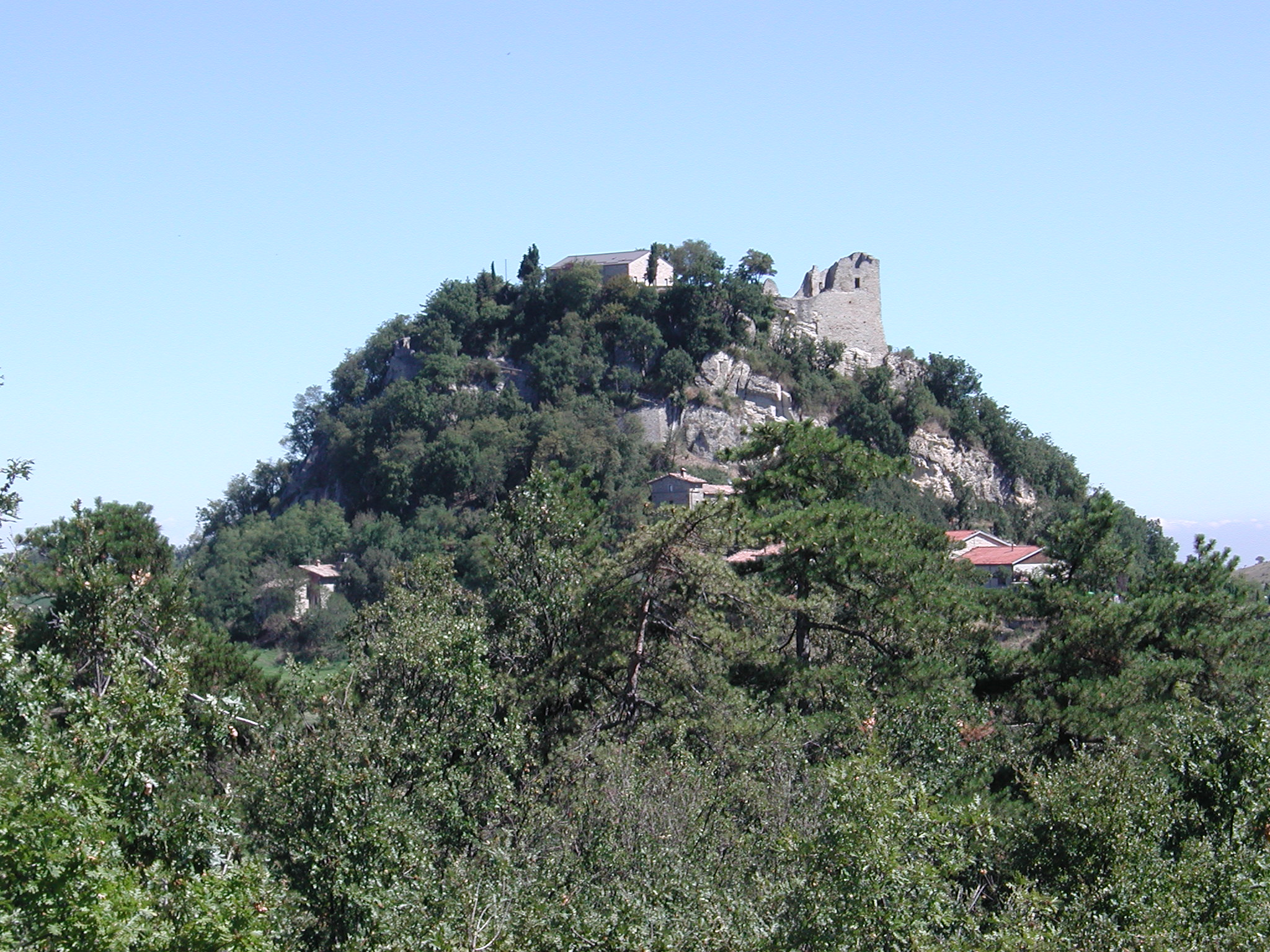
Ruïne van Castello di Canossa
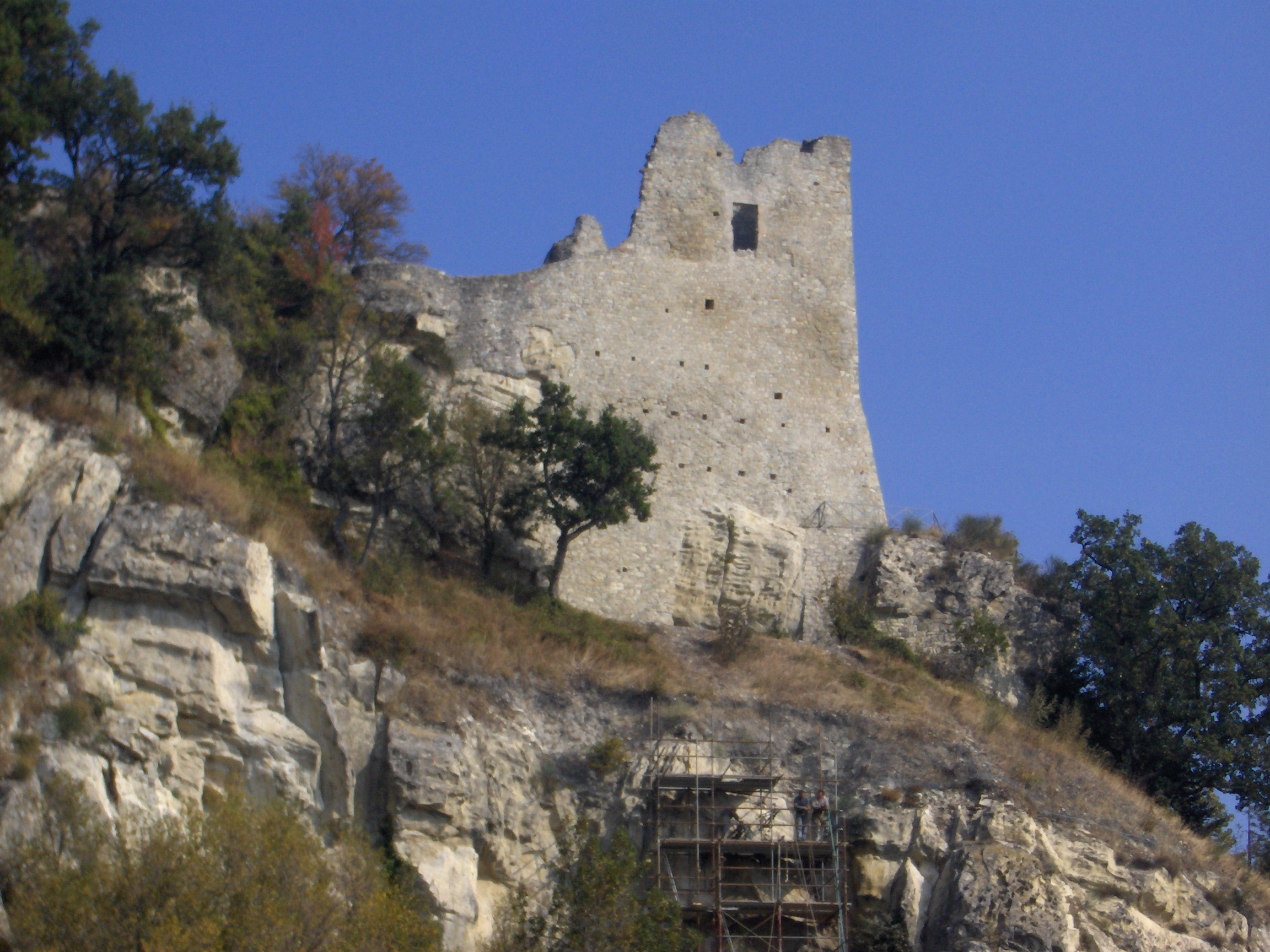
Het kasteel Castello di Canossa
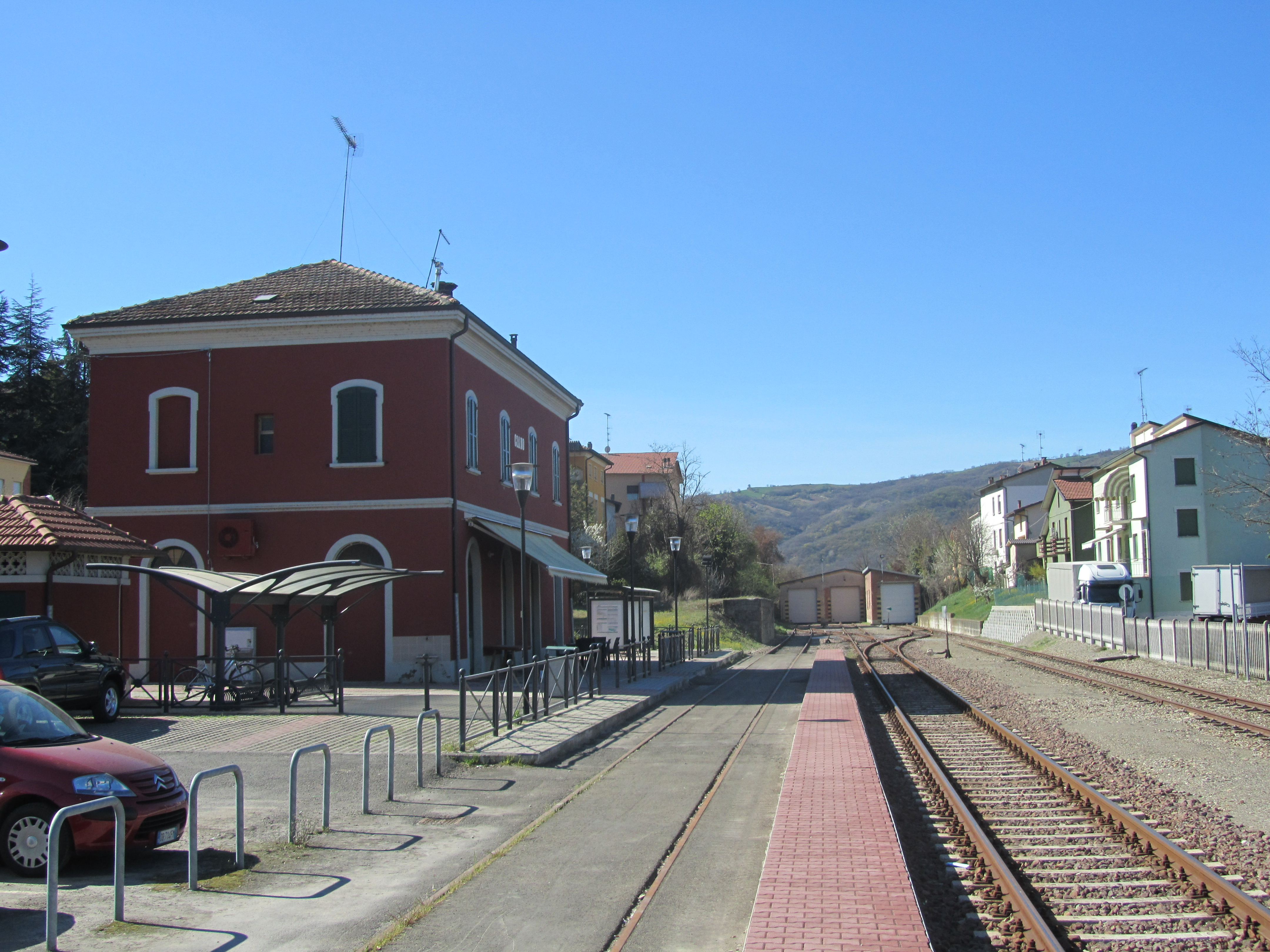
Het station van Ciano d'Enza in de gemeente Canossa